# 研ナオコ
研 ナオコ（、本名：野口 なを子、旧姓：浅田、1953年7月7日 - ）は、日本の歌手、タレント、女優、コメディエンヌ。田辺エージェンシー所属。
静岡県田方郡天城湯ケ島町（後の伊豆市）出身。静岡県立三島南高等学校中退。「ナオコ節」とも称される独特のアンニュイな歌声と歌唱法で、1970年代中盤から1980年代中盤にかけて数々のヒット曲を世に送り出した。代表曲には「あばよ」「かもめはかもめ」「夏をあきらめて」などが挙げられる。

## 人物
芸名の「研」の由来は、当時の所属事務所「研音」から。
歌手として活動するだけではなく、数多くの広告やバラエティ番組にも出演するテレビ・タレントとしても活躍。殺虫剤キンチョールの広告「飛んでれら、死んでれら」のキャッチフレーズやザ・ドリフターズ（特に付き合いの長い志村けんと絡む事が多く、夜のお楽しみを狙い、精の付く物「生卵」「赤マムシ(ドリンク)」(一度志村が生卵を出すと思いきや赤マムシドリンクを出した為、生卵と赤マムシが混ざった「なかマムシ」と言う訳の分からない言い間違いをして志村に「今、何つった？「なかマムシ」って言ったよな」と指摘された。)「すっぽんの生き血」「ニラレバ炒め」をセクシーな声で言う、という持ちギャグがあり、白米や味噌汁に赤マムシドリンクを全部入れて台無しにして志村から「赤マムシ入れんのかよ」とか「赤マムシ入れんじゃねぇよ」と呆れられるのがお決まりのパターン。『志村けんのバカ殿様』での「ナオコ姫」は前述のギャグに加えてバカ殿から志村の城に遊びに来るのを嫌がられる。しかし、「追い返すと人を食う」と渋々招き入れるバカ殿には厄介な人物とされている。)との共演、『カックラキン大放送』の「ナオコばぁちゃん」のキャラクターでのコントなどで人気を博した。
タモリ、所ジョージ、関根勤、明石家さんまら芸人とも交友関係が深く、赤塚不二夫は、研ナオコファンクラブの会長だった。志村けんはドリフターズに加入する前の付き人時代から付き合いがあり、研は志村が当時から面白いとして、いかりや長介にドリフターズ加入を進言したことがある。この時はいかりやに「人数が多いから」と断られたが、1974年に志村が正メンバーに昇格した時には喜んだという。
若手時代はザ・スパイダースのコンサートに前座として連れて行かれたが、実際にはスパイダースのメンバーが中座している最中に歌わせてもらった。その際、舞台袖で堺正章のMCを見て勉強するなどしていたため、研にとっては師匠のような存在となっている。
同期デビューの野口五郎を弟分として可愛がり、現在も時々2人でジョイントコンサートを開いている。高田みづえを妹のように可愛がり、高田も研を姉のように慕っていた。
1970年代後半には、当時下積み時代のTHE ALFEEをバックバンドにつけていたこともあった（1978年シングル発売の「窓ガラス」など）。
1976年リリースの「LA-LA-LA」以降、中島みゆきの提供曲はアルバム曲を含め15曲にのぼる。中島みゆきが詞曲共に提供した歌手では、研ナオコが最多である（2020年現在。詞の提供数では工藤静香への23曲が最多）。
森茉莉は週刊新潮に連載していたエッセー『ドッキリチャンネル』の中で何度か研に言及してコメディエンヌとしての研を称賛し、ファンであることを公言していた。
1990年代以降、歌手としてのリリースは激減したものの、コンサートなどの活動は精力的に行っている。
ストーカー被害に遭っていたが、その相手を自宅に招き入れ、最終的に自身のマネージャーに採用したという逸話がある。
極度の高所恐怖症。
犬を4匹、猫を2匹飼育している。
研の楽曲に影響を受けたと公言している人物に、中村中、今井茂雄がいる。
一男一女の母で、長女は元「小夏・ひとみ・レイナ」のひとみ（本名：野口ひとみ）。また、元陸上競技選手で競輪選手の日吉克実とは親戚関係にあり、日吉の親と研がいとこである。
人気ロックバンド・Mrs.GREEN APPLEの大ファンで、ボーカル 兼 ギター・大森元貴とは(大森いわく)「マブダチ」との事。

## 略歴
- 1953年 7月7日、静岡県田方郡天城湯ヶ島町出身[3]。
- 1965年 フジテレビ系列『ちびっこのどじまん』にて『星空に両手を』を歌唱。しかし、不合格だった。同年、静岡放送の『のど自慢大会』に出場し、合格。
- 1967年 静岡放送の『のど自慢大会』に再び出場し、準優勝。
- 1970年 歌手を目指し上京。東京宝塚劇場のエレベーターガールなどのアルバイトもしていた[8]。
- 1971年 4月1日、東宝レコードの第1号歌手として『大都会のやさぐれ女』でデビュー[9]。
- 1973年 画家の岩田専太郎に「百年に一人出るか出ないかの不世出の美人」と絶賛される[10]。
- 1974年 ミノルタカメラのテレビ広告で、自身の容姿を自虐的に描いた内容が人気になる[11][12]。
- 1975年 日本テレビ系列『カックラキン大放送!!』が開始され、メインレギュラー出演。コントコーナー『ナオコお婆ちゃんの縁側日記』が人気に[9]。
- 1975年 キャニオン・レコードに移籍し、阿木燿子作詞、宇崎竜童作曲の『愚図』で、自身初となるオリコンシングルチャートベスト入り（週間最高9位）、FNS歌謡祭優秀歌謡音楽賞を受賞[8]。
- 1976年 中島みゆき作詞・作曲『あばよ』で、自身初のオリコンシングルチャート週間1位、日本歌謡大賞放送音楽賞、FNS歌謡祭最優秀歌謡音楽賞、第18回日本レコード大賞歌唱賞受賞。『LA-LA-LA』で第27回NHK紅白歌合戦に初出場[9]。
- 1977年 大日本除虫菊の殺虫剤「キンチョール」のテレビ広告に出演し、藤島克彦によるコピー「トンデレラ、シンデレラ」が流行語に[13][14]。
- 1977年9月30日、大麻取締法違反容疑で厚生省麻薬取締部に家宅捜索を受け、大麻や喫煙具などを押収される[15]。見つかった大麻が量的に少ないことなどから、逮捕はされず任意での取り調べを受けて書類送検されるが、東京地検刑事部は11月15日に事案が軽微であるとして起訴猶予処分とした[16]。このため、半年間の謹慎を余儀なくされる。
- 1978年 中島みゆき作詞・作曲による復帰作『かもめはかもめ』がヒット。日本歌謡大賞放送音楽賞、第20回日本レコード大賞金賞を受賞。また、同曲で第29回紅白歌合戦に2年ぶり2回目の出場。
- 1982年 『夏をあきらめて』（桑田佳祐作詞、作曲）で、第24回日本レコード大賞金賞、日本有線大賞有線音楽賞、全日本有線放送大賞優秀スター賞を受賞。同曲で第33回紅白歌合戦に出場。
- 1983年9月、急性尿路感染症で入院。『泣かせて』で、古賀政男記念音楽大賞優秀賞を受賞。第34回紅白歌合戦に出場。
- 1985年、田原俊彦とのデュエットソング（歌手名義は「Toshi & Naoko」 ）『夏ざかりほの字組』がヒット。
- 1987年7月7日、7歳年下の野口典夫（現在の夫）と結婚、同時に妊娠6か月を公表。同年10月29日、長男が誕生。
- 1989年8月8日、長女が誕生。
- 1993年 声帯ポリープの手術。同年第44回紅白歌合戦に、『かもめはかもめ』で1986年の第37回紅白歌合戦以来7年ぶり11回目の出場（現在のところ、これが自身最後の紅白出演）。
- 1994年 胆のうの全摘出手術
- 2001年 第24回『24時間テレビ 「愛は地球を救う」』にて、女性初のチャリティーマラソンランナーを務め、85kmを完走。
- 2002年 初の自伝エッセイ本『家族リレー 〜ナオコんちの場合〜』（ISBN 4764819562）を出版。
- 2006年 中日ドラゴンズが優勝した日（10月10日）の祝勝会ビール掛けに参加。
- 2017年3月21日 山梨県甲府市内で舞台『梅沢富美男劇団特別公演「アッ!とおどろく夢芝居」』の公演中に転倒、右大腿骨頸部骨折と診断され入院。長期療養も余儀なくされたが、驚異的な回復力により同年4月28日に復帰。

## ディスコグラフィ

### シングル
| #                                       | 発売日         | A/B面        | タイトル                     | 作詞                  | 作曲           | 編曲         | 規格品番     |
| 東宝レコード                            | 東宝レコード   | 東宝レコード | 東宝レコード                 | 東宝レコード          | 東宝レコード   | 東宝レコード | 東宝レコード |
| --------------------------------------- | -------------- | ------------ | ---------------------------- | --------------------- | -------------- | ------------ | ------------ |
| 1                                       | 1971年4月1日   | A面          | 大都会のやさぐれ女           | 坂口宗一郎            | 中山大全       | 竹村次郎     | AS-1053      |
| 1                                       | 1971年4月1日   | B面          | 御免遊ばせ                   | 坂口宗一郎            | 中山大全       | 竹村次郎     | AS-1053      |
| 2                                       | 1971年10月1日  | A面          | 屋根の上の子守唄             | 阿久悠                | 井上かつお     | 馬飼野俊一   | AS-1094      |
| 2                                       | 1971年10月1日  | B面          | Bと言うスナック              | 阿久悠                | 井上かつお     | 馬飼野俊一   | AS-1094      |
| 3                                       | 1972年3月1日   | A面          | 二人で見る夢                 | 阿久悠                | 筒美京平       | 高田弘       | AS-1124      |
| 3                                       | 1972年3月1日   | B面          | 小さな願い                   | 阿久悠                | 筒美京平       | 高田弘       | AS-1124      |
| 4                                       | 1972年7月1日   | A面          | 京都の女の子                 | 阿久悠                | 森田公一       | 森田公一     | AS-1149      |
| 4                                       | 1972年7月1日   | B面          | ボーイフレンド               | 阿久悠                | 森田公一       | 森田公一     | AS-1149      |
| 5                                       | 1972年11月1日  | A面          | こんにちわ男の子             | 阿久悠                | 森田公一       | 高田弘       | AT-1005      |
| 5                                       | 1972年11月1日  | B面          | 何をしようかな               | 阿久悠                | 森田公一       | 高田弘       | AT-1005      |
| 6                                       | 1973年3月1日   | A面          | 女心のタンゴ                 | 阿久悠                | 森田公一       | 前田憲男     | AT-1017      |
| 6                                       | 1973年3月1日   | B面          | 月がのぼれば                 | 阿久悠                | 森田公一       | 森田公一     | AT-1017      |
| 7                                       | 1973年10月25日 | A面          | うわさの男                   | 阿久悠                | 森田公一       | 高田弘       | AT-1042      |
| 7                                       | 1973年10月25日 | B面          | 嘆きのブルーレデイ           | 阿久悠                | 森田公一       | 高田弘       | AT-1042      |
| 8                                       | 1974年10月25日 | A面          | 㐧三の女                     | 阿久悠                | 森田公一       | 鈴木宏昌     | AT-1068      |
| 8                                       | 1974年10月25日 | B面          | 家へおいで                   | 阿久悠                | 森田公一       | 鈴木宏昌     | AT-1068      |
| キャニオン・レコード → ポニーキャニオン |                |              |                              |                       |                |              |              |
| 9                                       | 1975年9月10日  | A面          | 愚図                         | 阿木燿子              | 宇崎竜童       | 竜崎孝路     | A-281        |
| 9                                       | 1975年9月10日  | B面          | サヨナラは嫌いな言葉         | 島武実                | 宇崎竜童       | 馬飼野康二   | A-281        |
| 10                                      | 1976年2月10日  | A面          | 一年草                       | 阿木燿子              | 宇崎竜童       | 竜崎孝路     | A-293        |
| 10                                      | 1976年2月10日  | B面          | 馬車道                       | 阿木燿子              | 宇崎竜童       | 竜崎孝路     | A-293        |
| 11                                      | 1976年6月25日  | A面          | LA-LA-LA                     | 中島みゆき            | 中島みゆき     | クニ河内     | C-7          |
| 11                                      | 1976年6月25日  | B面          | 雨が空を捨てる日は           | 中島みゆき            | 中島みゆき     | クニ河内     | C-7          |
| 12                                      | 1976年9月25日  | A面          | あばよ                       | 中島みゆき            | 中島みゆき     | クニ河内     | C-22         |
| 12                                      | 1976年9月25日  | B面          | 強がりはよせよ               | 中島みゆき            | 中島みゆき     | クニ河内     | C-22         |
| 13                                      | 1977年3月10日  | A面          | 風をくらって                 | つのだひろ            | つのだひろ     | クニ河内     | C-41         |
| 13                                      | 1977年3月10日  | B面          | 意地っぱり                   | つのだひろ            | つのだひろ     | クニ河内     | C-41         |
| 14                                      | 1977年6月25日  | A面          | オゝ神様                     | 杉本真人              | 杉本真人       | クニ河内     | C-54         |
| 14                                      | 1977年6月25日  | B面          | ブルース                     | 杉本真人              | 杉本真人       | クニ河内     | C-54         |
| 15                                      | 1977年9月25日  | A面          | ふられてやるさ               | 杉本真人              | 杉本真人       | 川口真       | C-69         |
| 15                                      | 1977年9月25日  | B面          | 夜行列車                     | 杉本真人              | 杉本真人       | 川口真       | C-69         |
| 16                                      | 1978年3月25日  | A面          | かもめはかもめ               | 中島みゆき            | 中島みゆき     | 若草恵       | C-91         |
| 16                                      | 1978年3月25日  | B面          | ふられた気分で               | 中島みゆき            | 中島みゆき     | 若草恵       | C-91         |
| 17                                      | 1978年7月10日  | A面          | 窓ガラス                     | 中島みゆき            | 中島みゆき     | クニ河内     | C-104        |
| 17                                      | 1978年7月10日  | B面          | さよならを伝えて             | 中島みゆき            | 中島みゆき     | 若草恵       | C-104        |
| 18                                      | 1978年10月21日 | A面          | みにくいあひるの子           | 中島みゆき            | 中島みゆき     | クニ河内     | C-119        |
| 18                                      | 1978年10月21日 | B面          | こぬか雨                     | 中島みゆき            | 中島みゆき     | 若草恵       | C-119        |
| 19                                      | 1979年2月21日  | A面          | 口紅をふきとれ               | 阿久悠                | 都倉俊一       | 都倉俊一     | C-128        |
| 19                                      | 1979年2月21日  | B面          | 愛の喝采                     | 阿久悠                | 都倉俊一       | 都倉俊一     | C-128        |
| 20                                      | 1979年5月21日  | A面          | 陽は昇り 陽は沈み            | 阿久悠                | 三木たかし     | 松井忠重     | C-138        |
| 20                                      | 1979年5月21日  | B面          | グッバイ                     | 阿久悠                | 加藤和彦       | 萩田光雄     | C-138        |
| 21                                      | 1979年8月5日   | A面          | 愛をもう一度                 | 谷山浩子              | 谷山浩子       | 松井忠重     | CX-51        |
| 21                                      | 1979年8月5日   | B面          | なつかしい朝                 | 谷山浩子              | 谷山浩子       | 松井忠重     | CX-51        |
| 22                                      | 1979年8月21日  | A面          | ひとりぽっちで踊らせて       | 中島みゆき            | 中島みゆき     | 石川鷹彦     | C-150        |
| 22                                      | 1979年8月21日  | B面          | 海鳴り                       | 中島みゆき            | 中島みゆき     | 戸塚修       | C-150        |
| 23                                      | 1980年2月5日   | A面          | くちぐせ                     | 荒木一郎              | 荒木一郎       | 萩田光雄     | C-164        |
| 23                                      | 1980年2月5日   | B面          | 居留守                       | 荒木一郎              | 荒木一郎       | 若草恵       | C-164        |
| 24                                      | 1980年7月5日   | A面          | 砂の舟                       | 岡田冨美子            | 伊勢正三       | クニ河内     | C-183        |
| 24                                      | 1980年7月5日   | B面          | 空中ブランコ                 | 岡田冨美子            | 伊勢正三       | クニ河内     | C-183        |
| 25                                      | 1980年10月21日 | A面          | 夢枕                         | 杉本真人              | 杉本真人       | 若草恵       | 7A-0005      |
| 25                                      | 1980年10月21日 | B面          | Bravo-Bravo                  | ちあき哲也            | 西島三重子     | 船山基紀     | 7A-0005      |
| 26                                      | 1981年1月21日  | A面          | 見ないで                     | 杉本真人              | 杉本真人       | 若草恵       | 7A-0040      |
| 26                                      | 1981年1月21日  | B面          | もう…もう…                   | 杉本真人              | 杉本真人       | 若草恵       | 7A-0040      |
| 27                                      | 1981年4月21日  | A面          | 別離の黄昏                   | 甲斐よしひろ          | 甲斐よしひろ   | 若草恵       | 7A-0070      |
| 27                                      | 1981年4月21日  | B面          | 時雨れて                     | 南部麒六              | 甲斐よしひろ   | 船山基紀     | 7A-0070      |
| 28                                      | 1981年12月21日 | A面          | ボサノバ                     | 福島邦子              | 福島邦子       | 若草恵       | 7A-0137      |
| 28                                      | 1981年12月21日 | B面          | 秋止符                       | 谷村新司              | 堀内孝雄       | 若草恵       | 7A-0137      |
| 29                                      | 1982年9月5日   | A面          | 夏をあきらめて               | 桑田佳祐              | 桑田佳祐       | 若草恵       | 7A-0211      |
| 29                                      | 1982年9月5日   | B面          | 今はブルース                 | 来生えつこ            | 鈴木キサブロー | 奥慶一       | 7A-0211      |
| 30                                      | 1982年12月5日  | A面          | ふられた気分                 | 中島みゆき            | 中島みゆき     | クニ河内     | 7A-0228      |
| 30                                      | 1982年12月5日  | B面          | おもいで河                   | 中島みゆき            | 中島みゆき     | 若草恵       | 7A-0228      |
| 31                                      | 1983年4月21日  | A面          | Lonely Way                   | 研ナオコ              | 南佳孝         | 井上鑑       | 7A-0262      |
| 31                                      | 1983年4月21日  | B面          | 恋の背中                     | 来生えつこ            | 羽岡仁         | 若草恵       | 7A-0262      |
| 32                                      | 1983年8月5日   | A面          | 愛、どうじゃ。恋、どうじゃ。 | 森雪之丞              | 筒美京平       | 大村雅朗     | 7A-0299      |
| 32                                      | 1983年8月5日   | B面          | Lonely Star                  | 三浦徳子              | 筒美京平       | 大村雅朗     | 7A-0299      |
| 33                                      | 1983年11月5日  | A面          | 泣かせて                     | 小椋佳                | 小椋佳         | 奥慶一       | 7A-0329      |
| 33                                      | 1983年11月5日  | B面          | 旅立つ男                     | 石黒ケイ              | 石黒ケイ       | 石川鷹彦     | 7A-0329      |
| 34                                      | 1984年6月5日   | A面          | 夜に蒼ざめて                 | 来生えつこ            | 来生たかお     | 甲斐正人     | 7A-0384      |
| 34                                      | 1984年6月5日   | B面          | Don't cry my heart           | 森浩美                | 林哲司         | 丸山恵一     | 7A-0384      |
| 35                                      | 1984年9月5日   | A面          | 名画座                       | 大津あきら            | 佐藤隆         | 船山基紀     | 7A-0410      |
| 35                                      | 1984年9月5日   | B面          | 東京美人                     | 福島邦子              | 福島邦子       | 船山基紀     | 7A-0410      |
| 36                                      | 1985年5月21日  | A面          | 六本木レイン                 | 売野雅勇              | 吉田拓郎       | 船山基紀     | 7A-0483      |
| 36                                      | 1985年5月21日  | B面          | Give me blues                | 吉田聖子              | 福島邦子       | 国吉良一     | 7A-0483      |
| 37                                      | 1985年11月1日  | A面          | 帰愁                         | 松任谷由実            | 松任谷由実     | 鷺巣詩郎     | 7A-0522      |
| 37                                      | 1985年11月1日  | B面          | 女友達                       | 竹花いち子            | 福島邦子       | 奥慶一       | 7A-0522      |
| 38                                      | 1986年7月21日  | A面          | Tokyo見返り美人              | 阿木燿子              | 宇崎竜童       | 清水信之     | 7A-0598      |
| 38                                      | 1986年7月21日  | B面          | 星曜日に会いたいね           | 阿木燿子              | 宇崎竜童       | 清水信之     | 7A-0598      |
| 39                                      | 1987年4月5日   | A面          | 雨の日の映画館               | 秋元康                | 鈴木キサブロー | 船山基紀     | 7A-0709      |
| 39                                      | 1987年4月5日   | B面          | エトランゼ                   | 吉元由美              | 山崎稔         | 山崎稔       | 7A-0709      |
| 40                                      | 1987年9月21日  | A面          | 裏窓トワイライト             | 売野雅勇              | 福島邦子       | 中村哲       | 7A-0769      |
| 40                                      | 1987年9月21日  | B面          | 今宵、芝浦、メランコリー     | 麻生圭子              | 福島邦子       | 中村哲       | 7A-0769      |
| 41                                      | 1989年1月21日  | 01           | 冬のカトレア海岸             | 麻生圭子              | 辻畑鉄也       | 新川博       | S10A-0235    |
| 41                                      | 1989年1月21日  | 02           | 銀の針                       | 遠藤京子              | 遠藤京子       | 船山基紀     | S10A-0235    |
| 42                                      | 1992年1月21日  | 01           | 悲しい女                     | 谷村新司              | 谷村新司       | 若草恵       | PCDA-00271   |
| 42                                      | 1992年1月21日  | 02           | 綺麗になりたい               | 谷村新司              | 谷村新司       | 若草恵       | PCDA-00271   |
| 43                                      | 1993年4月7日   | 01           | 迷子                         | 高橋睦子              | 都志見隆       | 川村栄二     | PCDA-00428   |
| 43                                      | 1993年4月7日   | 02           | OFF                          | 中川麻衣              | 都志見隆       | 川村栄二     | PCDA-00428   |
| 44                                      | 1993年10月21日 | 01           | Mary Jane                    | C.Lyn                 | つのだひろ     | 川村栄二     | PCDA-00495   |
| 44                                      | 1993年10月21日 | 02           | Half Moon                    | 森川ゆう              | 若草恵         | 若草恵       | PCDA-00495   |
| 45                                      | 1994年7月6日   | 01           | 花火                         | 高橋ジョージ          | 高橋ジョージ   | 入江純       | PCDA-00613   |
| 45                                      | 1994年7月6日   | 02           | 道化師                       | 高橋ジョージ          | 高橋ジョージ   | 入江純       | PCDA-00613   |
| 46                                      | 1995年7月21日  | 01           | ワルツ                       | 高橋ジョージ 沙霧ゆみ | 高橋ジョージ   | 入江純       | PCDA-00755   |
| 46                                      | 1995年7月21日  | 02           | SILKの海                     | 高橋ジョージ 沙霧ゆみ | 高橋ジョージ   | 入江純       | PCDA-00755   |
| unchanged records                       |                |              |                              |                       |                |              |              |
| 47                                      | 2019年5月1日   | 01           | 私は泣いています             | りりィ                | りりィ         | -            | NUR-190001   |
| 47                                      | 2019年5月1日   | 02           | 愛                           | りりィ                | りりィ         | -            | NUR-190001   |

#### デュエット・シングル
| 発売日                                  | デュエット                              | A/B面                                   | タイトル                                | 作詞                                    | 作曲                                    | 編曲                                    | 規格品番                                |
| キャニオン・レコード → ポニーキャニオン | キャニオン・レコード → ポニーキャニオン | キャニオン・レコード → ポニーキャニオン | キャニオン・レコード → ポニーキャニオン | キャニオン・レコード → ポニーキャニオン | キャニオン・レコード → ポニーキャニオン | キャニオン・レコード → ポニーキャニオン | キャニオン・レコード → ポニーキャニオン |
| --------------------------------------- | --------------------------------------- | --------------------------------------- | --------------------------------------- | --------------------------------------- | --------------------------------------- | --------------------------------------- | --------------------------------------- |
| 1985年7月21日                           | 田原俊彦                                | A面                                     | 夏ざかりほの字組                        | 阿久悠                                  | 筒美京平                                | 新川博                                  | 7A-0503                                 |
| 1985年7月21日                           | 田原俊彦                                | B面                                     | バカンス・ゲーム                        | 阿久悠                                  | 筒美京平                                | 新川博 新田一郎                         | 7A-0503                                 |
| 1992年5月21日                           | ライラックス                            | 01                                      | 話がちがうじゃない                      | 三浦徳子                                | NORA                                    | 鶴由雄                                  | PCDA-00310                              |
| 1992年5月21日                           | ライラックス                            | 02                                      | 清く 正しく 美しく                      | 中川麻衣                                | 大田黒ひろし                            | 坂本勝尾                                | PCDA-00310                              |
| 2001年12月5日                           | 志村けん                                | 01                                      | 銀座あたりでギン!ギン!ギン!             | つんく                                  | つんく                                  | 小西貴雄                                | PCCA-01623                              |
| 2001年12月5日                           | 志村けん                                | 02                                      | LOVE TOKYO NIGHT                        | つんく                                  | つんく                                  | 鈴木Daichi秀行                          | PCCA-01623                              |
| ガウスエンタテインメント                |                                         |                                         |                                         |                                         |                                         |                                         |                                         |
| 2001年12月5日                           | 田原俊彦                                | 01                                      | 恋すれどシャナナ                        | 真間綾 Chang Jung                       | 宮島律子                                | 内藤慎也                                | GRCX-22                                 |

### オリジナル・アルバム
| 枚                   | 発売日         | タイトル                                   | 備考                                                                       |
| 東宝レコード         | 東宝レコード   | 東宝レコード                               | 東宝レコード                                                               |
| -------------------- | -------------- | ------------------------------------------ | -------------------------------------------------------------------------- |
| 1st                  | 1973年11月25日 | 女ごころ                                   |                                                                            |
| 2nd                  | 1974年10月5日  | 㐧三の女                                   |                                                                            |
| キャニオン・レコード |                |                                            |                                                                            |
| 3rd                  | 1975年12月10日 | 愚図                                       |                                                                            |
| 4th                  | 1976年8月25日  | 泣き笑い                                   | A面：中島みゆき作品 B面：阿木燿子 / 宇崎竜童作品                           |
| 5th                  | 1977年10月25日 | かもめのように                             | A面：中島みゆき作品 B面：杉本真人作品                                      |
| 6th                  | 1978年7月25日  | NAOKO VS MIYUKI/研ナオコ、中島みゆきを歌う | 中島みゆき作品集                                                           |
| 7th                  | 1979年6月21日  | NAOKO VS AKU YU                            | 阿久悠作品集                                                               |
| 8th                  | 1980年7月21日  | あきれた男たち                             |                                                                            |
| 9th                  | 1981年11月21日 | 恋愛論                                     | ニューミュージックのカバー・アルバム                                       |
| 10th                 | 1983年6月21日  | Naoko Mistone                              | 三木敏悟プロデュースのビッグバンド・ジャズ・アレンジのコンセプト・アルバム |
| 11th                 | 1983年9月21日  | スタンダードに悲しくて                     |                                                                            |
| 12th                 | 1984年6月21日  | Again                                      | 中島みゆき作品集                                                           |
| 13th                 | 1984年10月21日 | 名画座                                     |                                                                            |
| 14th                 | 1985年11月1日  | Deep                                       |                                                                            |
| ポニーキャニオン     |                |                                            |                                                                            |
| 15th                 | 1989年2月21日  | Bitter                                     |                                                                            |
| 16th                 | 1992年3月21日  | Re NAOKO -悲しい女-                        |                                                                            |
| 17th                 | 1993年10月21日 | Ago あの頃へラブレター                     | ニューミュージックのカバー・アルバム                                       |
| unchanged records    |                |                                            |                                                                            |
| 18th                 | 2008年7月7日   | LOVE LIFE LIVE 弥生                        |                                                                            |
| 19th                 | 2011年7月7日   | 一途                                       | 新録カバーと新曲を含むミニアルバム                                         |
| キングレコード       |                |                                            |                                                                            |
| 20th                 | 2015年5月13日  | 雨のち晴れ、ときどき涙                     | 新録カバーと新曲を含む                                                     |

### ベスト・アルバム／コンピレーション
| 枚                   | 発売日         | タイトル                                              | 備考                                                                                               |
| 東宝レコード         | 東宝レコード   | 東宝レコード                                          | 東宝レコード                                                                                       |
| -------------------- | -------------- | ----------------------------------------------------- | -------------------------------------------------------------------------------------------------- |
| 1st                  | 1975年         | その道・オリジナル14                                  | |
| ポニー               |                |                                                       | |
| 2nd                  | 1976年         | 研ナオコ                                              | 東宝・キャニオン音源+未発表カバー音源「襟裳岬」収録。※カセットテープでのみの発売。                 |
| キャニオン・レコード |                |                                                       | |
| 3rd                  | 1977年6月25日  | 研ナオコ オリジナル・ベスト・ヒット 黒いなみだ        | |
| 4th                  | 1978年11月21日 | 研ナオコ オリジナル・ベスト・ヒット                   | |
| 5th                  | 1980年11月21日 | あいつのいない夜 研ナオコ ベスト・コレクション        | |
| 6th                  | 1982年9月21日  | めぐりあい                                            | |
| 7th                  | 1984年12月5日  | BEST SELECTION                                        | オリジナルアルバム『Naoko Mistone』から「堕天使メロディ」収録                                      |
| 8th                  | 1985年6月21日  | 研ナオコ THE SPECIAL SERIES                           | |
| 9th                  | 1985年12月15日 | 研ナオコ THE BEST                                     | 「夏ざかりほの字組」B面「バカンス・ゲーム」収録                                                    |
| ポニー               |                |                                                       | |
| 10th                 | 1986年10月21日 | SUPER BEST                                            | |
| 11th                 | 1986年12月15日 | NON STOP 研ナオコ                                     | |
| 12th                 | 1987年5月21日  | 研ナオコ ベスト                                       | |
| ポニーキャニオン     |                |                                                       | |
| 13th                 | 1987年12月16日 | Naoko Sings Ballads                                   | バラード・ベスト・アルバム                                                                         |
| 14th                 | 1988年12月14日 | 研ナオコ BEST HITS〜Memories〜                        | |
| 15th                 | 1990年11月21日 | 研ナオコ ベストコレクション                           | |
| 16th                 | 1992年9月18日  | 研ナオコ スペシャルベスト                             | |
| 17th                 | 1994年9月21日  | 研ナオコ ベストコレクション -花火-                    | |
| 18th                 | 1998年11月18日 | My Classics                                           | |
| 19th                 | 2003年4月16日  | Anthology 研ナオコ BEST                               | |
| 20th                 | 2004年4月21日  | 研ナオコ 名曲全集 Singles Perfect Selection           | 「愛をもう一度」を除くキャニオンの全シングルA面を収録                                              |
| unchanged records    |                |                                                       | |
| 21st                 | 2006年5月20日  | LOVE LIFE LIVE Vol.1〜35th Anniversary〜              | 新曲「あした…」収録                                                                                |
| ポニーキャニオン     |                |                                                       | |
| 22nd                 | 2008年2月20日  | ベスト・コレクション32                                | |
| 23rd                 | 2013年9月18日  | シングルA面コンプリート                               | 東宝レコード時代の全シングル初CD化、「愛をもう一度」収録                                           |
| 24th                 | 2013年9月18日  | カバー作品コレクション                                | 東宝レコード時代の13曲を初CD化、「襟裳岬」初CD化                                                   |
| 25th                 | 2014年5月21日  | シングルB面コンプリート                               | 東宝レコード時代の全シングルB面曲を初CD化                                                          |
| 26th                 | 2014年5月21日  | 中島みゆき作品コンプリート                            | 研ナオコ自身が歌唱した中島みゆきの楽曲を収録                                                       |
| 27th                 | 2015年6月17日  | プラチナムベスト 研ナオコ シングル&カバーコレクション | |
| 28th                 | 2023年8月23日  | オールタイム・ベスト                                  | カラオケでの人気上位ベスト10を網羅したオールタイム・ベスト。未発表オリジナル・カラオケも多数収録。 |

### CD-BOX
| 枚  | 発売日         | タイトル                  | 備考 |
| --- | -------------- | ------------------------- | ---- |
| 1st | 2011年12月21日 | 研ナオコ 〜魅力のすべて〜 |      |

### 参加楽曲
| 発売日        | 商品名                           | 歌                             | 楽曲          | 備考                                    |
| ------------- | -------------------------------- | ------------------------------ | ------------- | --------------------------------------- |
| 2000年6月21日 | pop'n music 4 consumer originals | NAO with K Lyric by 所ジョージ | 「Nanja-Nai」 | KONAMI『pop'n music 4』サウンドトラック |

### タイアップ曲
| 楽曲                         | タイアップ                                                             | 時期   |
| ---------------------------- | ---------------------------------------------------------------------- | ------ |
| 愛をもう一度                 | アニメ映画『未来少年コナン』オープニングテーマ                         | 1979年 |
| なつかしい朝                 | アニメ映画『未来少年コナン』エンディングテーマ                         | 1979年 |
| 別離の黄昏                   | 日本テレビ系ドラマ『私はタフな女』主題歌                               | 1981年 |
| 愛、どうじゃ。恋、どうじゃ。 | コーセー化粧品<美粒子ファンデーション>秋のキャンペーン 広告曲          | 1983年 |
| 裏窓トワイライト             | 朝日放送・テレビ朝日系ドラマ『六本木ダンディーおみやさん』主題歌       | 1987年 |
| 悲しみのDance                | テレビ東京系『月曜・女のサスペンス』主題歌                             | 1989年 |
| 悲しい女                     | TBC「グッドエステティシャンがいます」広告曲                            | 1992年 |
| 悲しい女                     | テレビ朝日系『華麗にAh!so』エンディングテーマ                          | 1992年 |
| ワルツ                       | フジテレビ・東海テレビ系ドラマ『ダブルマザー』テーマソング             | 1995年 |
| SILKの海                     | 毎日放送・TBS系『たかじん・ナオコのシャベタリーノ!』エンディングテーマ | 1995年 |
| 銀座あたりでギン!ギン!ギン!  | フジテレビ『変なおじさんTV』エンディングテーマ                         | 2001年 |

### 作詞（提供）
- 一人ぼっちのパーティー

作詞:研ナオコ／作曲：沢田研二／編曲:吉田建 * 1983年3月5日「JULIE SONG CALENDAR」（沢田研二）に収録。

## 出演

### バラエティ ほか
- カックラキン大放送!!（日本テレビ）
- マチャアキのガンバレ9時まで!!（日本テレビ）
- 華麗にAh!so（テレビ朝日）
- だぅもありがと!（TBS）
- 1億人の大質問!?笑ってコラえて!（日本テレビ）
- ろみひー（中京テレビ）ゲスト
- ザ!鉄腕!DASH!!（日本テレビ）
- たかじん・ナオコのシャベタリーノ!（毎日放送）
- ものまね王座決定戦（フジテレビ）[注釈 7]→ ものまねバトル（日本テレビ）
- MUSIC YELL!はやし系（よみうりテレビ）
- 即席!明るい改造計画（よみうりテレビ）
- あったか生活!秘伝!カテイの魔法（毎日放送）
- Dのゲキジョー 〜運命のジャッジ〜（フジテレビ）
- 志村けんのバカ殿様（フジテレビ）
- 志村けんのだいじょうぶだぁ（フジテレビ）（常連ゲストとして出演・キャラ「変なおばさん」）
- ドリフ大爆笑（フジテレビ）
- テレビショッピング
  - 「北海道とれたて!美味いもの市」共演：梅沢富美男、服部恭子
  - Shoppin'On「奈良大和生薬 奈良八味地黄丸錠」共演：山口良一、久本朋子、中野珠子

### テレビドラマ
- 時間ですよ（1973年・TBS）
- ありがとう 第4シリーズ（1974年 - 1975年、TBS）- 菊屋姿（しな）子 役
- 三男三女婿一匹（1976年、TBS）
- ほんとうに（1976年 - 1977年、TBS）
- ちょっとマイウェイ（1979年・日本テレビ）
- 西遊記II 第20話（1980年、日本テレビ） - 弁財天 役
- 私はタフな女（1981年、日本テレビ）
- どきどき婦警さん（1983年、フジテレビ）
- 主婦代行いたします（1987年、日本テレビ）
- 火曜サスペンス劇場「名無しの探偵シリーズ3 愛の復讐」（1987年、日本テレビ）
- 連続ドラマ『六本木ダンディーおみやさん』（1987年、朝日放送）
- パパはニュースキャスター お正月スペシャル（1989年、TBS）
- 火曜スーパーワイド 「ナオコ、さんまの結婚式ララバイ」（1989年、朝日放送）
- 金曜エンタテイメント「山村美紗サスペンス ニュースキャスター沢木麻沙子」シリーズ（1998年 - 2002年、フジテレビ）
- 億万長者と結婚する方法（2000年、日本テレビ）
- 月曜ミステリー劇場「ペットシッター沢口華子の事件簿」シリーズ（2001年 - 2004年、TBS）
- 女と愛とミステリー→水曜ミステリー9「猪熊夫婦の駐在日誌」シリーズ（2004年 - 2007年、テレビ東京）
- きらきら研修医（2007年、TBS）
- 相棒 Season10 第6話「ラスト・ソング」（2011年11月23日、テレビ朝日） - 安城瑠里子 役
- 月曜ゴールデン（TBS）
  - 「税務調査官・窓際太郎の事件簿26」（2014年2月24日） - ラーメン屋女将 役
  - 「駅弁刑事・神保徳之助8」（2014年5月5日） - 藤井直子 役
- 現ナマ弁護士（2017年） - 富沢珠代
- FM999 999WOMEN'S SONGS 第5話（2021年5月 - 、WOWOWオンデマンド・WOWOWプライム） - パリの女 役
- ドラマ「家、ついて行ってイイですか?」 第3話（2021年8月14日 - 、テレビ東京） - 村松きよ美 役[19]
- 阿佐ヶ谷姉妹ののほほんふたり暮らし（2021年11月8日 - 12月20日、NHK総合） -  安澤寛子 役
- ペットドクター花咲万太郎の事件カルテ2〜お隣さんは殺人犯!?〜（2023年12月29日、BS-TBS） - 小堺昭代 役[20]
- あおぞらビール（2025年6月23日 -、NHK総合） - 自称103歳・ミツコ 役
- 浅草ラスボスおばあちゃん（2025年7月5日 - 、東海テレビ・フジテレビ） - 土井梅子 役[21]

### 映画
- 街の灯（1974年） - 整形美人 役
- にっぽん美女物語（1974年） - 主演・ひらめ 役
- にっぽん美女物語　女の中の女（1975年） - 主演 ひらめ 役
- お姐ちゃんお手やわらかに（1975年） - 辺ナオコ 役
- トラック野郎・爆走一番星（1975年） - 女教師 役
- 喜劇 百点満点（1976年） - 河口時子 役
- 美女放浪記（1977年） - 主演・ひらめ 役
- だいじょうぶマイ・フレンド（1983年） - 店頭販売の女 役
- 必殺! THE HISSATSU（1984年） - およね 役
- 西遊記（1988）（人形劇、声のみ。1988年） - 玉面公主 役
- 必殺! 三味線屋・勇次（1999年） - 叶屋おせき 役
- 真夜中の弥次さん喜多さん（2005年） - 奪衣婆 役
- 20世紀少年（2008年） - ジジババ 役
  - 20世紀少年 第2章 最後の希望（2009年） - ジジババ 役
  - 20世紀少年 最終章 ぼくらの旗（2009年） - ジジババ 役
- 忍道-SHINOBIDO-（2012年） - 婆様 役
- 振り子（2015年） - タバコ屋 役
- THE HYBRID 鵺の仔（2015年） - 澤津久森の母 役[22]
- 海ガメの約束（短編・2016年） - 主人公のおばあちゃん 役
- PERFECT DAYS（2023年） - 野良猫と遊ぶ女性 役[23]
- うぉっしゅ（2025年） - 主演・紀江 役（中尾有伽とダブル主演）[24]

### 吹き替え
- 悪漢探偵（ナンシー：シルヴィア・チャン）※フジテレビ版
- 皇帝密使（ナンシー：シルヴィア・チャン）※フジテレビ版
- リトル★ダイナマイツ/ベイビー・トークTOO（ジュリーの声）※ソフト版
- 101匹わんちゃんII パッチのはじめての冒険（2002年） - クルエラ・ド・ヴィル 役[25]

### NHK紅白歌合戦出場歴
| 年度               | 放送回 | 回 | 曲目                    | 出演順 | 対戦相手            |
| ------------------ | ------ | -- | ----------------------- | ------ | ------------------- |
| 1976年（昭和51年） | 第27回 | 初 | LA-LA-LA                | 09/24  | あおい輝彦          |
| 1978年（昭和53年） | 第29回 | 2  | かもめはかもめ          | 04/24  | 野口五郎            |
| 1979年（昭和54年） | 第30回 | 3  | ひとりぽっちで踊らせて  | 11/23  | 細川たかし          |
| 1980年（昭和55年） | 第31回 | 4  | 夢枕                    | 13/23  | 加山雄三            |
| 1981年（昭和56年） | 第32回 | 5  | ボサノバ                | 16/22  | 竜鉄也              |
| 1982年（昭和57年） | 第33回 | 6  | 夏をあきらめて          | 08/22  | 菅原洋一            |
| 1983年（昭和58年） | 第34回 | 7  | 泣かせて                | 18/21  | 菅原洋一&シルヴィア |
| 1984年（昭和59年） | 第35回 | 8  | 名画座                  | 05/20  | 山本譲二            |
| 1985年（昭和60年） | 第36回 | 9  | 帰愁                    | 09/20  | 三波春夫            |
| 1986年（昭和61年） | 第37回 | 10 | Tokyo見返り美人         | 08/20  | シブがき隊          |
| 1993年（平成5年）  | 第44回 | 11 | かもめはかもめ（2回目） | 15/26  | 海援隊              |

注
- 出演順は「（出演順) / (出場者数)」で表す。

### みんなのうた
- 子象のダンス（英語版）（1975年）
- アスタ・ルエゴ 〜さよなら月の猫〜（1977年）
- 赤いサラファン（1984年）

### 広告
- ミノルタカメラ（現：コニカミノルタ）「SR-Tスーパー」（愛川欽也と共演）
- 久光製薬「ウィンネア（女性保健薬）」
- 池田模範堂「ムヒ・ハイムヒ」「ムシペール12」
- 大日本除虫菊「キンチョール」
- ユニ・チャーム「チャーム・ソフトタンポン」「シルコット（化粧用コットン）」
- 明治乳業（現・明治）「クイーンカップ」
- ミツカン「おむすび山」
- 服部セイコー（現・セイコーホールディングス）「アルバ腕時計」（レオナルド熊と共演）
- 電電公社（現・NTT）「ミニファクス」
- 小林コーセー（現・コーセー）
- ライオン「エメロン・エチケットシャンプー」、「ソフト＆ドライ」、「ブラッシュライオン（液体歯磨き）」
- レダ「プチシルマ｣ （志村けんや中村玉緒、ともこと共演）
- 雪印乳業（現・雪印メグミルク）「カマンベールチーズ」（実子3人と共演）
- エースコック「きつね大吉三枚目」（インスタントカップ麺）
- 日本軽金属「どんびえ」（アイスクリーム製造機）
- MIXI「モンスターストライク『転生したらスライムだった研ナオコ』篇」[26]
- Sasuke Financial Lab「コのほけん！」[27]
- Canva（2024年 - 2025年）[28]

### ラジオ
- 歌謡大行進（1974年4月 - 9月、文化放送） - 水曜パーソナリティー
- 研ナオコの過払い金ぶっちゃけ法律相談（文化放送ほか全国AM38局、JFN36局）
- 円鏡・研ナオコショー ハッピーカムカム（ニッポン放送）
- 哲ちゃん・ナオコの二人でドン→哲ちゃん・ナオコの「ハチあわせドン!」（ニッポン放送、いまに哲夫の歌謡パレードニッポン内ミニコーナー）
- 研ナオコとともこのプチプチトーク（ニッポン放送）
- 研ナオコ・まいふれあれでぃ
- 欽ちゃん ナオコのラジオ・チャリティ・ミュージックソン スペシャル（2024年12月12日、ニッポン放送）[29]